# Corbasca
Corbasca is een Roemeense gemeente in het district Bacău.
Corbasca telt 5792 inwoners.